# 5164 Mullo
5164 Mullo este un asteroid din centura principală de asteroizi.

## Descriere
5164 Mullo este un asteroid din centura principală de asteroizi. A fost descoperit pe 20 noiembrie 1984 la Caussols de Christian Pollas. El prezintă o orbită caracterizată de o semiaxă mare de 3,69 ua, o excentricitate de 0,50 și o înclinație de 19,3° în raport cu ecliptica.